# Барабойська сільська рада
Барабо́йська сільська́ ра́да — колишня адміністративно-територіальна одиниця та орган місцевого самоврядування в Овідіопольському районі Одеської області. Адміністративний центр — село Барабой.

## Загальні відомості
- Територія ради: 19,272 км²
- Населення ради: 1 768 осіб (станом на 2001 рік)
- Територією ради протікає річка Барабой

## Населені пункти
Сільській раді були підпорядковані населені пункти:
- с. Барабой
- с-ще Богатирівка

## Населення
Згідно з переписом УРСР 1989 року чисельність наявного населення сільської ради становила 1756 осіб, з яких 671 чоловік та 1085 жінок.
За переписом населення України 2001 року в сільській раді мешкало 1769 осіб.

### Мова
Розподіл населення за рідною мовою за даними перепису 2001 року:
| Мова       | Відсоток |
| ---------- | -------- |
| українська | 86,48 %  |
| російська  | 10,80 %  |
| молдовська | 1,53 %   |
| білоруська | 0,23 %   |
| болгарська | 0,23 %   |
| вірменська | 0,11 %   |
| гагаузька  | 0,06 %   |
| єврейська  | 0,06 %   |
| інші       | 0,50 %   |

## Склад ради
Рада складалася з 16 депутатів та голови.
- Голова ради: Кушко Віталій Петрович

### Керівний склад попередніх скликань
| Прізвище, ім'я, по батькові  | Основні відомості                                                               | Дата обрання | Дата звільнення |
| ---------------------------- | ------------------------------------------------------------------------------- | ------------ | --------------- |
| Лановий Владислав Григорович | Сільський голова, 1948 року народження, безпартійний                            | 26.03.2006   | 31.10.2010      |
| Кушко Віталій Петрович       | Сільський голова, 1972 року народження, освіта середня спеціальна, безпартійний | 31.10.2010   |                 |

Примітка: таблиця складена за даними сайту Верховної Ради України

### Депутати
За результатами місцевих виборів 2010 року депутатами ради стали:

#### За суб'єктами висування
| Суб'єкт висування      | Кількість обраних депутатів | %    |
| ---------------------- | --------------------------- | ---- |
| Партія регіонів        | 7                           | 43,8 |
| Самовисування          | 7                           | 43,8 |
| Народна партія         | 1                           | 6,3  |
| Партія Зелених України | 1                           | 6,3  |

#### За округами
| № округу               | Прізвище, ім'я, по батькові     | Дата визнання обраним | Освіта           | Партійна приналежність                        | Відомості про обраного депутата                                            |
| ---------------------- | ------------------------------- | --------------------- | ---------------- | --------------------------------------------- | -------------------------------------------------------------------------- |
| Народна Партія         |                                 |                       |                  |                                               |                                                                            |
| 3                      | Кушко Ольга Володимирівна       | 04.11.2010            | вища             | позапартійна                                  | тимчасово не працює                                                        |
| Партія Зелених України |                                 |                       |                  |                                               |                                                                            |
| 13                     | Осиченко Любов Валеріївна       | 04.11.2010            | середня          | позапартійна                                  | ОВ «Фоззі — Фуд», пакувальник                                              |
| Партія регіонів        |                                 |                       |                  |                                               |                                                                            |
| 2                      | Кучерявенко Ірина Василівна     | 04.11.2010            | вища             | позапартійна                                  | Овідіопольський територіальний центр соціального обслуговування, робітниця |
| 4                      | Зачепа Олег Анатолійович        | 04.11.2010            | вища             | член Партії регіонів                          | Барабойське рибне господарство, директор                                   |
| 7                      | Ткач Людмила Василівна          | 04.11.2010            | середня          | позапартійна                                  | Овідіопольське райст, продавець                                            |
| 8                      | Давидов Арутюн Вазгенович       | 04.11.2010            | середня          | позапартійний                                 | пенсіонер                                                                  |
| 9                      | Михайляк Галина Іванівна        | 04.11.2010            | вища             | позапартійна                                  | Овідіопольський територіальний центр соціального обслуговування, робітниця |
| 11                     | Розгон Микола Володимирович     | 04.11.2010            | середня          | позапартійний                                 | ТОВ «Охорона — комплекс Іллічівськ», охоронець                             |
| 16                     | Мурашко Ніна Павлівна           | 04.11.2010            | вища             | позапартійна                                  | Барабойська загальноосвітня школа, директор                                |
| Самовисування          |                                 |                       |                  |                                               |                                                                            |
| 1                      | Зелінецький Микола Павлович     | 27.12.2010            | незакінчена вища | позапартійний                                 | Барабойський будинок-інтернат, заст. директора                             |
| 5                      | Левицький Сергій Володимирович  | 04.11.2010            | середня          | позапартійний                                 | приватний підприємець                                                      |
| 6                      | Серпенінова Олена Олександрівна | 04.11.2010            | вища             | член Всеукраїнського об'єднання «Батьківщина» | Барабойська загальноосвітня школа, вчитель                                 |
| 10                     | Голіченко Володимир Веремійович | 04.11.2010            | вища             | позапартійний                                 | пенсіонер                                                                  |
| 12                     | Небога Олександр Дмитрович      | 04.11.2010            | середня          | позапартійний                                 | тимчасово не працює                                                        |
| 14                     | Чернобай Володимир Андрійович   | 04.11.2010            | вища             | позапартійний                                 | приватний підприємець                                                      |
| 15                     | Юрченко Віктор Миколайович      | 04.11.2010            | середня          | позапартійний                                 | приватний підприємець                                                      |